# Abies pindrow
Abies pindrow (ялиця західногімалайська) — вид ялиць родини соснових.

## Поширення, екологія
Країни проживання: Афганістан; Індія (Хімачал-Прадеш, Джамму та Кашмір, Уттар-Прадеш); Непал; Пакистан. Є одним з видів високих гір, що росте між 2000 м і 3300 м над рівнем моря (іноді вище, ніж 3700 м), на альпійських літозолях. Клімат прохолодний, вологий мусонний, з рясними опадами, але менше, ніж у східних Гімалаях, більша частина опадів це сніг. Зростає в чистих поселеннях або спільно з Picea smithiana, Pinus wallichiana, Tsuga dumosa і Cedrus deodara. На більш низьких висотах широколисті дерева, наприклад, Quercus semecarpifolia, Quercus dilatata, Juglans regia, Aesculus indica, види з родів Acer, Prunus, і Ulmus стають все більш важливим, замінюючи хвойні нижче 1600 метрів.

## Морфологія
Дерево досягає висоти 60 м і діаметра 2,4 м. Гілки короткі. Крона вузька і конічна. Кора на молодих деревах гладка і сіра, на старих дерев товста, сіро-коричнева і борозниста. Пагони кулясті, жовто-сірі й голі. Бруньки кулясті, великі, смолисті. Голки довжиною 3-6 см, шириною 1,5-2 мм, гострі тільки, коли молоді, темно-зелені, блискучі, з 2 сірими смугами на нижній поверхні. Шишки циліндричні, довжиною 10-18 см, товщиною 6-7 см, темно-фіолетові, коли молоді, пізніше коричневі. Насіння 1-1,2 см в довжину; крила вдвічі довші насінини.

## Використання
Є важливим деревом в Гімалаях, де його деревина використовується в будівництві (домобудівне), зокрема, для внутрішніх робіт, таких як виготовлення підлоги, стелі, сходів. У деяких частинах черепиці використовуються для покрівлі. Інше застосування його деревини для фруктових і чайних коробок. Цей вид залишається рідкістю у вирощуванні в Європі. Вимагає м'якого прохолодно і вологого клімату, наприклад, який переважає у західних частинах Британських островів.

## Загрози та охорона
Вид вирубується для деревини в частинах ареалу. Частини ареалу цього виду входять в охоронні райони, але більша його частина знаходиться поза ними.